# Teixobactin
Teixobactin là một loại kháng sinh hoạt động chống lại các vi khuẩn Gram dương gây bệnh đã kháng với kháng sinh đã được phê duyệt có sẵn. Phát hiện này đã được báo cáo trong tháng 1 năm 2015.
Teixobactin được phát hiện khi các nhà khoa học nghiên cứu vi khuẩn tại một đồng cỏ tại  Mỹ. Trong các thử nghiệm, những siêu kháng sinh giết chết một loạt các vi khuẩn, bao gồm cả MRSA - loại tụ cầu vàng kháng Methicillin, không đáp ứng điều trị với kháng sinh thông thường, thường gây ra những bệnh nhiễm trùng nghiêm trọng và đe dọa sự sống như nhiễm khuẩn huyết, nhiễm khuẩn vết mổ, viêm phổi.
Trong tháng 1 năm 2015 một sự hợp tác của bốn viện ở Mỹ và Đức cùng với hai công ty dược phẩm, báo cáo rằng họ đã cô lập và đặc trưng một loại kháng sinh mới, giết chết "mà không có kháng thể phát hiện được".

###### ====
Các kháng sinh mới đầu tiên được phát hiện trong gần 30 năm qua được coi là một “sự thay đổi mô hình” trong cuộc chiến chống lại kháng thuốc.
Các nhà khoa học tìm ra Teixobactin có tác dụng điều trị nhiều bệnh nhiễm khuẩn thường gặp như bệnh lao, nhiễm trùng huyết và Clostridium Difficile Colitis và thuốc có thể bán ra thị trường trong vòng năm năm. Nhưng quan trọng hơn, cách phát hiện ra thuốc này có thể mở đường cho một thế hệ kháng sinh mới.
Đất là nơi nhiều loại vi khuẩn có thể cho các kháng sinh mới và mạnh do các vi khuẩn phải cạnh tranh nhau, chống lại các vi khuẩn để tồn tại. Nhưng 99 phần trăm của các vi khuẩn không phát triển trong điều kiện phòng thí nghiệm do đó khó tìm ra được các loại kháng sinh theo hướng phân lập trực tiếp từ đất.
Gần đây, một nhóm nghiên cứu từ Đại học Northeastern ở Boston, Massachusetts do giáo sư Kim Lewis, đã sử dụng chip điện tử để phát hiện các vi sinh vật trong đất và sau đó tách các hợp chất hóa học có tác dụng kháng sinh từ các vi sinh vật này. Các nhà khoa học này đã phát hiện ra hợp chất Teixobactin, có hiệu quả cao đối với bệnh nhiễm vi khuẩn phổ biến Clostridium difficile, Mycobacterium, lao và Staphylococcus aureus. Giáo sư Kim, Giám đốc Trung tâm Nghiên cứu các Thuốc Kháng khuẩn cho biết: “Teixobactin cho thấy chúng ta có thể áp dụng một chiến lược thay thế và triển khai các hợp chất kháng sinh không bị vi khuẩn kháng thuốc.” Thiếu thuốc kháng sinh mới cùng với kê đơn bất hợp lý có thể làm cho con người trở lại tình cảnh đầu thế kỷ 19 khi một bệnh lây nhiễm đơn giản cũng có thể gây tử vong cho con người do hiện tượng kháng thuốc kháng sinh. Quan trọng hơn, các nhà khoa học tin rằng vi khuẩn sẽ không kháng Teixobactin ít nhất trong 30 năm tới do cơ chế tác dụng của thuốc này. Nghiên cứu tiền lâm sàng trên động vật cho thấy thuốc dung nạp tốt, ít tác dụng phụ. Tuy nhiên để đưa ra thị trường còn phải nghiên cứu thử thuốc trên lâm sàng một công việc khá tốn kém và không phải không có những hãng dược phẩm đã thất bại trong giai đoạn này. Các hãng dược phẩm mất chừng 900 triệu USD cho một nghiên cứu thử nghiệm lâm sàng nhưng chỉ 1-2% các nghiên cứu này đưa ra được các thuốc mới. Điều đó giải thích tại sao các thuốc được bảo hộ bằng sáng chế trong nhiều năm sau đó.